# KkStB 33 sorozatú szerkocsi
A kkStB 30 sorozatú szerkocsi egy szerkocsi sorozat volt a cs. kir. Államvasutak (kkStB)-nél, melyek eredetileg a Dux-Bodenbacher Eisenbahn-tól (DBE) származtak.
A DBE ezeket a szerkocsikat 1871-től 1882-ig szerezte be a Ringhoffertől, (Prága, Smichov-ból), a Bécsújhelyi Mozdonygyár-tól, a Sigltől Bécs-ből és a Lokomotivfabrik der StEG-től valamennyi mozdonyához.
A kkStB a számozási rendszerében a kkStB 33 sorozatba osztotta őket. A szerkocsik végig a DBE eredetű mozdonyokkal voltak összekapcsolva.

## Fordítás
- Ez a szócikk részben vagy egészben  a   kkStB Tenderreihe 33 című német Wikipédia-szócikk fordításán alapul.  Az eredeti cikk szerkesztőit annak laptörténete sorolja fel. Ez a jelzés csupán a megfogalmazás eredetét és a szerzői jogokat jelzi, nem szolgál a cikkben szereplő információk forrásmegjelöléseként. Az eredeti szócikk forrásai szintén ott találhatóak.